# Парк природе
Парк природе је простор добро очуваних природних одлика хидрографије, педологије, флоре и фауне, као и геоморфолошки и геолошких карактеристика рељефа. У њему преовлађују природни екосистеми и промене су сведене на минимум, док се у управљању негује одрживи екотуризам. Први парк природе у Европи основан је 1932. године у пограничном простору Пољске и Словачке, као Пјенински парк природе.

## Међународна дефиниција
Парк природе је углавном хијерархијски нижи ниво од националног парка, са којим дели доста сличности. Разлике се огледају у следећем: 
- управљање је поверено јединицама локалне самоуправе (општине, градови, регије)
- ниво заштите (према категоризацији МУЗП-a паркови природе спадају у категорије IV, V и VI)
- број посетилаца није нужно ограничен
- намена осим заштите природе може бити и рекреативно-туристичка

У Србији је према Закону у парку природе забрањена је свака привредна и друге делатност, као и било каква деловање којима се угрожавају његова вредности и карактеристике. Мере заштите, начин обављања привредних делатности и коришћење природних вредности у парку природе, ближе се утврђују актом о проглашењу заштићеног подручја.

## Паркови природе у Србији
У најстарије паркове природе на простору Србије, проглашене средином 1970-их убрајају се Панонија и Зобнатица. Сићевачка клисура проглашена је за парк природе 1977. године, а језеро Палић 1982. године.
- Парк природе Панонија
- Парк природе Палић
- Парк природе Сићевачка клисура
- Парк природе Велики Јастребац

У Србији постоји укупно 22 парка природе и три која су у поступку заштите (Полој, Букински храстик и Мојстирско-драшке планине). Најмлађи парк природе је Велики Јастребац, проглашен 2024. године.